# Traïció (delicte)

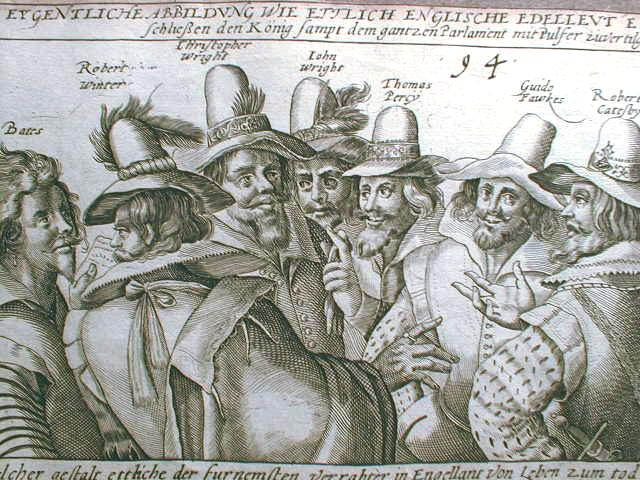
Il·lustració del segle XVII dels líders d'un complot fallit per assassinar Jaume I d'Anglaterra.

La traïció és el delicte d'atacar una autoritat estatal a la qual es deu fidelitat. Això inclou normalment actes com participar en una guerra contra el seu país natal, intentar enderrocar el seu govern, espiar els seus militars, els seus diplomàtics o els seus serveis secrets per a una potència hostil i estrangera, o intentar matar el seu cap d'estat. Una persona que comet traïció és coneguda per llei com un traïdor.
Històricament, als països de dret anglosaxó, la traïció també cobria l'assassinat de superiors socials específics, com l'assassinat d'un marit per la seva dona o el d'un amo per part del seu criat. La traïció (és a dir, la deslleialtat) contra el monarca era coneguda com a alta traïció i la traïció contra un superior inferior era una petita traïció. A mesura que les jurisdiccions de tot el món van abolir la petita traïció, «traïció» va passar a referir-se al que històricament es coneixia com a alta traïció.
De vegades, el terme traïdor s'ha utilitzat com a epítet polític, independentment de qualsevol acció de traïció verificable. En una guerra civil o insurrecció, els vencedors poden considerar que els vençuts són traïdors. De la mateixa manera, el terme traïdor s'empra en la discussió política acalorada, normalment com un insult contra els dissidents polítics o contra els funcionaris en el poder que es considera que no actuen en el millor interès dels seus electors. En determinats casos, com amb la Dolchstoßlegende (Llegenda de la punyalada per l'esquena), l'acusació (falsa) de traïció a un gran grup de persones pot ser un missatge polític unificador.

## Història

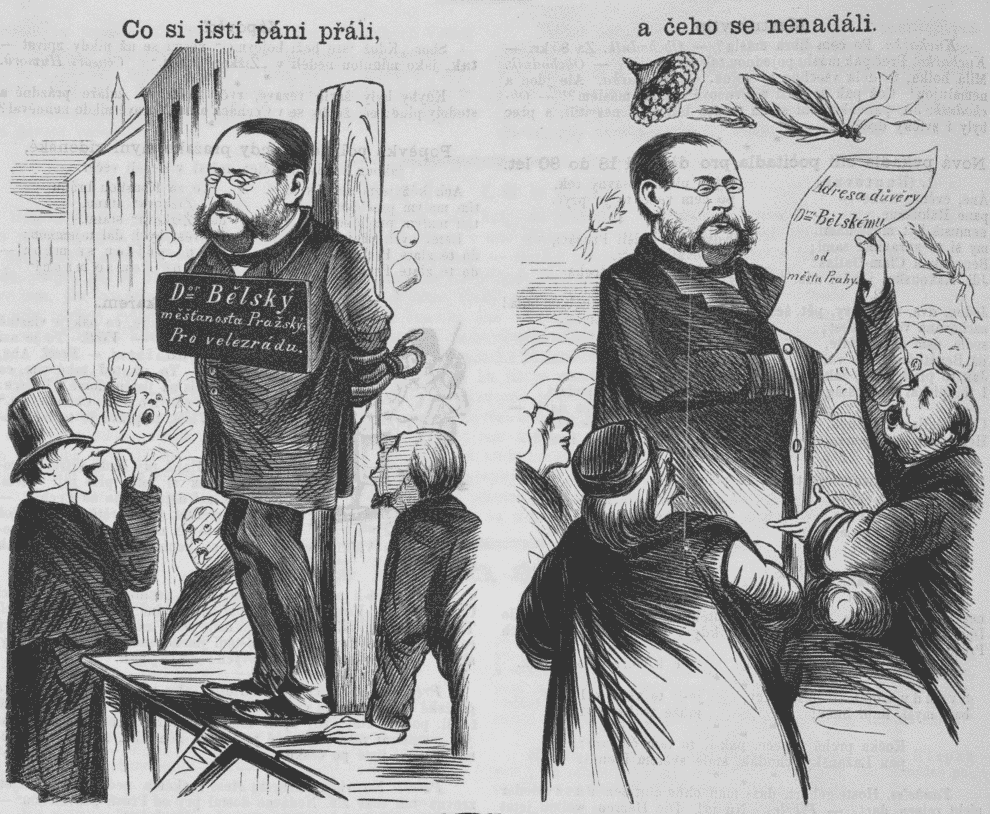
Caricatura que representa a Václav Bělský (1818–1878), alcalde de Praga des de 1863 fins a 1867, a càrrec de la ciutat durant l'ocupació prusiana el juliol de 1866. Algunes forces el volien jutjar per alta traïció (esquerra: «El que alguns homes desitjaven» - «Dr. Bělský per alta traïció»), però va obtenir una confiança total del Consell de Praga (dreta: «però el que no esperaven» – «mostra de confiança de la ciutat de Praga»).

En la llei anglesa, l'alta traïció era castigada amb homes penjats, arrossegats i esquarterats o dones cremades a la foguera, tot i que es podia substituir per la decapitació per voluntat reial, normalment per a la reialesa i la noblesa. Aquestes penes van ser abolides el 1814, 1790 i 1973 respectivament. La pena va ser utilitzada pels monarques posteriors contra persones que raonablement es podien anomenar traïdors. Molts d'ells ara només serien considerats dissidents.
La teologia cristiana i el pensament polític fins després de la Il·lustració consideraven sinònims la traïció i la blasfèmia, ja que desafiaven tant l'estat com la voluntat de Déu, car els reis es consideraven escollits per Déu.
Les paraules «traïció» i «traïdor» deriven del llatí tradere, «entregar» o «lliurar». Concretament, deriva del terme traditors, que es refereix als bisbes i altres cristians que van lliurar les sagrades escriptures o van trair els seus companys cristians a les autoritats romanes sota l'amenaça de persecució durant la persecució de Dioclecià entre el 303 i el 305 dC.
Originàriament, el delicte de traïció es va concebre com a un delicte contra el monarca; un súbdit que incompleix el seu deure de lleialtat al sobirà i actua contra el sobirà era considerat un traïdor. Les reines Ana Bolena i Catherine Howard van ser executades per traïció per adulteri contra Enric VIII, encara que la majoria dels historiadors consideren dubtoses les proves contra Anna Bolena i els seus suposats amants. Tal com es va afirmar en el judici del segle xviii de Johann Friedrich Struensee a Dinamarca, un home que té relacions sexuals amb una reina pot ser considerat culpable no només d'adulteri normal sinó també de traïció al seu marit, el rei.
La Revolució Anglesa al segle xvii i la Revolució Francesa al segle xviii van introduir un concepte radicalment diferent de lleialtat i traïció, sota el qual la Sobirania resideix amb «La Nació» o «El Poble», a qui també el Monarca té el deure de lleialtat, i per no fer-ho, el Monarca també podria ser acusat de traïció. Carles I a Anglaterra i Lluís XVI a França van ser declarats culpables d'aquesta traïció i degudament executats. Tanmateix, quan Carles II va ser restaurat al seu tron, va considerar que els revolucionaris que havien condemnat el seu pare a mort eren traïdors en el sentit més tradicional.
A l'època medieval, la majoria dels casos de traïció es trobaven en el context de la política interna d'un regne. Tot i que ajudar un monarca estranger contra el mateix sobirà també comptaria com a traïció, aquests eren només una minoria entre els casos de traïció. Per contra, en els temps moderns, «traïdor» i «traïció» s'utilitzen principalment fent referència a una persona que ajuda a un enemic en temps de guerra o conflicte.
Durant la revolució americana, un esclau anomenat Billy va ser condemnat a mort acusat de traïció a Virgínia per haver-se unit als britànics en la seva guerra contra els colons americans, però finalment va ser perdonat per Thomas Jefferson, llavors governador de Virgínia. Jefferson va acceptar l'argument, presentat pels simpatitzants de Billy, que com que no ser ciutadà i no gaudia de cap dels beneficis de ser-ho, Billy no devia lleialtat a Virgínia i, per tant, no havia comès traïció. Aquest va ser un cas innovador, ja que en casos similars anteriors els esclaus eren considerats culpables de traïció i executats.
En circumstàncies molt diferents, es va proposar una defensa similar en el cas de William Joyce, sobrenomenat Lord Haw-Haw, que havia emès propaganda nazi al Regne Unit des d'Alemanya durant la Segona Guerra Mundial. L'equip de defensa de Joyce, designat pel tribunal, va argumentar que, com a ciutadà nord-americà i alemany naturalitzat, Joyce no podia ser condemnat per traïció a la Corona britànica. Tanmateix, la fiscalia va argumentar amb èxit que, com que havia mentit sobre la seva nacionalitat per obtenir un passaport britànic i va votar a Gran Bretanya, Joyce sí que devia lleialtat al rei. Així, Joyce va ser condemnat per traïció, i finalment va ser penjat.
Després que Napoleó caigués del poder per primera vegada, el mariscal Michel Ney va jurar lleialtat al restaurat rei Lluís XVIII, però quan l'emperador va escapar d'Elba, Ney va reprendre la seva lleialtat napoleònica i va comandar les tropes franceses a la batalla de Waterloo. Una vegada Napoleó va ser derrotat, destronat i exiliat per segona vegada l'estiu de 1815, Ney va ser arrestat i jutjat per traïció per la Cambra dels Pars. Per tal de salvar la vida de Ney, el seu advocat André Dupin va argumentar que, com que la ciutat natal de Ney, Sarrelouis, havia estat annexada per Prússia segons el Tractat de París de 1815, Ney era ara prussià, ja no devia lleialtat al rei de França i, per tant, no devia lleialtat al rei de França i no podia ser jutjat de traïció en un tribunal francès. Ney va arruïnar l'esforç del seu advocat interrompent-lo i afirmant: «Soc francès i continuaré sent francès!» («Je suis Français et je resterai Français!»). Després d'haver rebutjat aquesta defensa, Ney va ser declarat culpable de traïció i executat.
Fins a finals del segle xix, Gran Bretanya, com diversos altres països, va mantenir una doctrina de «lleialtat perpètua al sobirà», que es remunta a l'època feudal, en virtut de la qual els súbdits britànics, deguts a la lleialtat al monarca britànic, l'havien de mantenir fins i tot si emigraven a un altre país i prenien la seva ciutadania. Aquest es va convertir en un tema molt debatut arran de l'aixecament de Fenian Rising de 1867, quan els irlandesos-americans que havien anat a Irlanda per participar en l'aixecament van ser capturats van ser acusats de traïció, ja que les autoritats britàniques els consideraven súbdits britànics. Això va indignar molts irlandesos-americans, als quals els britànics van respondre assenyalant que, igual que la llei britànica, la llei nord-americana també reconeixia la lleialtat perpètua. Com a resultat, el Congrés va aprovar la Llei d'expatriació de 1868, que atorgava als nord-americans el dret de renunciar lliurement a la seva ciutadania nord-americana. Gran Bretanya va seguir l'exemple amb una llei similar i, anys més tard, va signar un tractat que acceptava tractar els súbdits britànics que s'havien convertit en ciutadans nord-americans com a persones que ja no tenien la nacionalitat britànica i, per tant, ja no estaven subjectes a un càrrec de traïció.
Les lleis de moltes nacions esmenten diversos tipus de traïció. «Crims relacionats amb la insurrecció» és la traïció interna, i pot incloure un cop d'estat. «Delictes relacionats amb l'agressió estrangera» és la traïció de cooperar positivament amb l'agressió estrangera. «Delictes relacionats amb la incitació a l'agressió estrangera» és el delicte de comunicar-se en secret amb estrangers per provocar una agressió o amenaça estrangera. Depèn del país, també inclou la conspiració.

## Delictes relacionats
Hi ha una sèrie d'altres delictes contra l'estat a part de traïció:
- Apostasia, considerada traïció en la creença islàmica
- Traïció agreujada, abandonar un processament per traïció a canvi de diners o un valor de diners
- La deserció era considerada en alguns països comunistes (especialment durant la Guerra Freda) com una deslleialtat a l'estat.
- Espionatge
- Lesa majestat, insultar un cap d'estat és un crim en alguns països
- Sedició, incitació a disturbis civils o insurrecció, o soscavar el govern

## Traïcions cèlebres
- La derrota romana de la batalla del bosc de Teutoburg fou deguda, principalment, a la traïció d’Armini.[16]

## Bare
Antigament, a Catalunya, el culpable de traïció s’anomenava «bare».
| «                                   | «Jo en March de Montagut, castlà de Celma promet a vos molt honrat Religiós et molt honest senyor frare Pere Arnau de Perestortes del orde del Espital de la santa Casa de Jerusalem digne Prior de Cathalunya et al dit orde que daquest present dia avant fins al derrer dia de la mia fi serè a vos et al dit orde bo, leal et feel contra tot hom prometen en poder del notari davayll scrit per vos et lo dit orde o per aquells aquis pertayn o pertayner se pora en esdevenidor stipulant et legítimament reebent que null temps scientment serè en consell, aiuda o en feyt per los quals vos ni lo dit orde perdats vida o membre o que vos reebats ni lo dit orde alcuna iniuria o contumelia o que perdats alcuna honor que ara haiats vos o lo dit orde o daqui avant poriets haver ...E si lo contrari fahia, que sia bare a costum de Cathalunya et traydor a fur d'Aragó». | » |
| — doc. a. 1357 (Miret Templers 412) | |   |